# Aron Gunnarsson
Aron Einar Gunnarsson (Akureyri, 22 aprile 1989) è un calciatore islandese, centrocampista dell'Al-Gharafa e della nazionale islandese, della quale è capitano.

## Biografia
Ha un rapporto speciale con i tifosi islandesi; infatti il capitano seguito dai suoi compagni a fine partita, soprattutto dopo buone prestazioni o vittorie, si avvicina alla curva islandese e guida una danza ritmata con applausi dei tifosi.
Gunnarsson è molto patriottico e lo dimostra il tatuaggio che ha dietro la schiena raffigurante lo stemma islandese.

## Caratteristiche tecniche
Centrocampista mediano, fa della grinta e della carica agonistica le sue doti migliori. Abbina alla notevole resistenza fisica l'abilità nella corsa. È inoltre divenuto celebre per le sue lunghissime e potenti rimesse laterali, che gli hanno valso diversi paragoni con l'irlandese Rory Delap.

## Carriera

### Club

#### Inizi e AZ Alkmaar
Nato ad Akureyri, Aron ha iniziato a giocare a calcio in Islanda, su campi di ghiaia. Durante i mesi invernali, la neve e il ghiaccio hanno reso impraticabili i campi di calcio e in quel periodo Aron giocava a pallamano, facendo tre apparizioni nella lega islandese all'età di quindici anni. Ha iniziato la sua carriera calcistica con la squadra locale del Íþróttafélagið Þór nel 2005 e, dopo che il governo islandese investì in campi al coperto, iniziò ad allenarsi tutto l'anno.
All'età di diciassette anni, Aron si trasferì in Olanda, entrando nelle giovanilil dell'AZ. Dopo aver inizialmente lottato con la nostalgia di casa, si stabilì nel paese e fece il suo debutto per il club durante la stagione 2007-08.

#### Coventry City
Aron firma per la squadra inglese del Coventry City il 17 giugno 2008, un contratto di tre anni per una cifra non rivelata. Ha fatto il suo debutto nella prima giornata di campionato contro il Norwich City, dove il Coventry vinse per 2-0.
Ha segnato il suo primo gol in carriera il 14 febbraio 2009 in una partita di FA Cup contro il Blackburn Rovers militante in Premier League.Durante il periodo trascorso a Coventry, Aron attira l'interesse di alcune squadre di Premier League che hanno portato il Coventry City a offrirgli un adeguamento di contratto il 12 marzo. Il suo primo gol in campionato è arrivato contro il Crystal Palace. Alla fine della sua prima stagione in Inghilterra, Aron è stato votato Giocatore dell'Anno del Coventry City Supporter e dalla Community Award del club.
La stagione successiva, Aron ha cambiato il numero di maglia da 12 a 17, per rispecchiare il numero di squadra di suo fratello, giocatore professionista di pallamano.In questa stagione, ha contribuito come parte vitale del centrocampo del Coventry, facendo registrare 42 presenze condite con un gol contro il Middlesbrough.
Il Coventry inizia la stagione 2010-11 con l’intenzione di entrare nei play-off. Aron segna il primo gol stagionale contro il neopromosso Millwall, nonostante la sconfitta per 3-1. Dopo tre anni, segnò il suo primo gol in casa, alla Ricoh Arena, contro il Preston North End. Tre giorni dopo, Aron segna il suo secondo gol in due partite contro il Doncaster Rovers.
Aron, in scadenza di contratto, il 10 dicembre dichiara il suo desiderio di rimanere a Coventry. La settimana seguente, ricevette il suo primo cartellino rosso della carriera contro il Norwich City.
Tuttavia non è stato possibile raggiungere un accordo per un nuovo contratto tra il suo agente e la società, accasandosi così tra le file del Cardiff City.

#### Cardiff City
L'8 luglio 2011, Aron concorda un triennale con la squadra del Cardiff City con trasferimento gratuito.
Ha fatto il suo debutto il 7 agosto nella prima partita della nuova stagione, giocando tutti i 90 minuti della vittoria per 1-0 sul West Ham United. Nella sua seconda partita, Aron rimedia un infortunio alla caviglia dopo soli dieci minuti di gioco contro il Bristol City, infortunio che lo ha tiene lontano dal campo per una sola settimana. Torna dopo la pausa internazionale di settembre. Il 22 ottobre, Aron segna due gol nella vittoria 5-3 contro Barnsley, ricevendo il premio come uomo partita. Aron gioca l'intera partita della finale di Football League Cup del 2012, persa per 3-2 ai calci di rigore contro il Liverpool militante in Premier League, allo stadio di Wembley.
Segna il primo gol del Cardiff in Premier League il 25 agosto 2013, contro il Manchester City vincendo per 3-2.
Nel giugno 2015 rinnova il suo contratto con il club, fino all'estate del 2018.
Dopo il suo ritorno da Euro 2016, ha dei contatti con delle squadre, quali Derby County e Norwich City. Tuttavia, l’allenatore del Cardiff, Paul Trollope, lo definì come "un giocatore molto importante" per il club, e lo convinse a restare. Le sue prestazioni sotto la gestione di Trollope e del suo eventuale sostituto Neil Warnock lo hanno visto premiato come il miglior giocatore della stagione.
Nella stagione successiva, Aron non riesce a trovare un posto consistente negli undici di partenza, a causa di una serie di infortuni durante la prima metà della stagione. Nonostante i suoi problemi di infortunio, il Cardiff gli offre un nuovo contratto, che viene successivamente respinto dal giocatore. Aron torna per la parte conclusiva della stagione, dove segna il gol della vittoria contro il Nottingham Forest e alla fine aiuta la squadra a ottenere la promozione in Premier League.
Nel luglio del 2018, Aron prolunga il suo contratto con la squadra per un altro anno.

#### Al-Arabi
Nel marzo del 2019 è stato annunciato che Aron lascerà la società a fine stagione e si sarebbe trasferito ai qatarioti dell’Al-Arabi, dove ritroverà l’allenatore Heimir Hallgrímsson.

### Nazionale

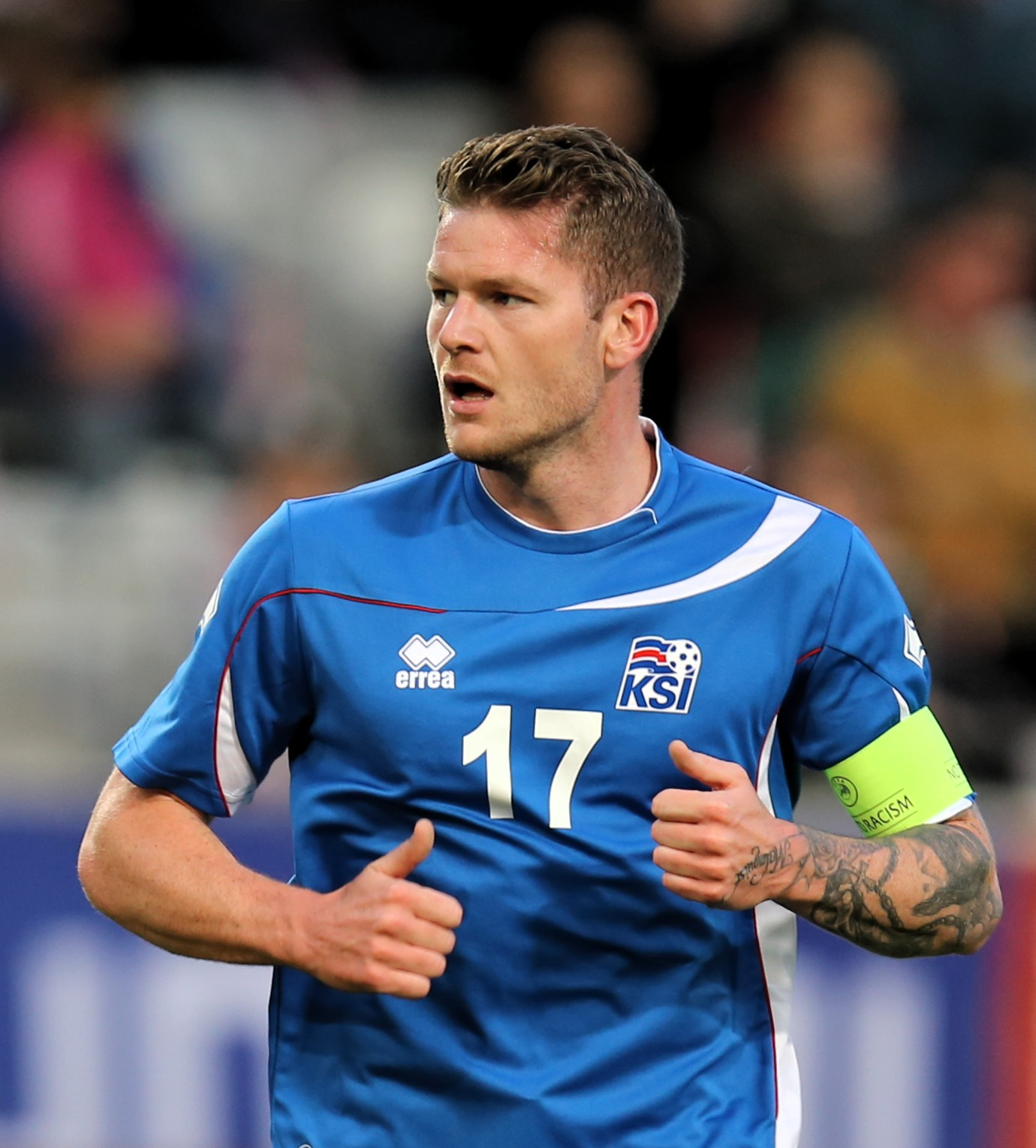
Gunnarson in azione nell'amichevole disputata contro l'Austria nel 2014.

Esordisce in nazionale, da titolare, il 2 febbraio 2008 in un'amichevole disputata a Ta' Qali contro la Bielorussia (persa 2-0). Lascia il terreno di gioco all'82' sostituito da Viðarsson. Prende parte all'Europeo Under-21 2011 in Danimarca. Scenderà in campo in due dei tre incontri disputati dalla selezione islandese (eliminata alla fase a gironi), complice un'espulsione rimediata alla partita d'esordio contro la Bielorussia.
Nel 2012, all'età di 23 anni, viene nominato capitano della nazionale. Mette a segno la sua prima rete con la selezione islandese il 10 ottobre 2014 contro la Lettonia (0-3 il finale), partita di qualificazione agli Europei 2016. Il 6 settembre 2015, grazie al pareggio ottenuto contro il Kazakistan, l'Islanda ottiene una storica qualificazione alla fase finale di un Europeo.
Il 9 maggio 2016 viene incluso dai CT Lars Lagerbäck e Heimir Hallgrímsson nella lista dei 23 convocati che prenderanno parte agli Europei 2016 in Francia nelle vesti di capitano. Esordisce nella competizione da titolare il 14 giugno contro il Portogallo, partita valida per la prima giornata della fase a gironi. Con la sua nazionale passa il girone come secondi a 5 punti (1 vittoria e 2 pareggi) dietro l'Ungheria e davanti al Portogallo, terzo. Inoltre giunge fino ai quarti di finale perdendo poi 5-2 contro la Francia, padrone di casa, dopo aver vinto 2-1 negli ottavi contro l'Inghilterra.
Nel maggio 2018 è stato convocato nella selezione che prenderà parte ai mondiali di Russia 2018.
Il 6 novembre 2022 disputa la presenza numero cento con la sua nazionale, in occasione della sfida contro l'Arabia Saudita.
Il 25 marzo 2023 realizza una tripletta in occasione della partita vinta per 7-0 contro il Liechtenstein valida per le qualificazioni al campionato d'Europa 2024, in quella che diventa la vittoria più larga di sempre della sua nazionale, divenendo al contempo il calciatore più vecchio ad avere realizzato una tripletta con la maglia dell'Islanda; nella medesima partita ha raggiunto quota 100 presenze con la selezione islandese.

## Statistiche

### Presenze e reti nei club
Statistiche aggiornate al 17 settembre 2023.
| Stagione             | Squadra              | Campionato           | Campionato | Campionato | Coppe nazionali | Coppe nazionali | Coppe nazionali | Coppe continentali | Coppe continentali | Coppe continentali | Altre coppe | Altre coppe | Altre coppe | Totale | Totale |
| Stagione             | Squadra              | Comp                 | Pres       | Reti       | Comp            | Pres            | Reti            | Comp               | Pres               | Reti               | Comp        | Pres        | Reti        | Pres   | Reti   |
| -------------------- | -------------------- | -------------------- | ---------- | ---------- | --------------- | --------------- | --------------- | ------------------ | ------------------ | ------------------ | ----------- | ----------- | ----------- | ------ | ------ |
| 2005                 | Þór                  | 1D                   | 5          | 0          | BK+CdL          | 1+5             | 0               | -                  | -                  | -                  | -           | -           | -           | 11     | 0      |
| 2006                 | Þór                  | 1D                   | 6          | 0          | BK+CdL          | 3+3             | 0               | -                  | -                  | -                  | -           | -           | -           | 12     | 0      |
| Totale Þór           | Totale Þór           | Totale Þór           | 11         | 0          |                 | 12              | 0               |                    | -                  | -                  |             | -           | -           | 23     | 0      |
| 2006-2007            | AZ Alkmaar           | ED                   | 0          | 0          | CO              | 0               | 0               | CU                 | 0                  | 0                  | -           | -           | -           | 0      | 0      |
| 2007-2008            | AZ Alkmaar           | ED                   | 1          | 0          | CO              | 0               | 0               | CU                 | 0                  | 0                  | -           | -           | -           | 1      | 0      |
| Totale AZ Alkmaar    | Totale AZ Alkmaar    | Totale AZ Alkmaar    | 1          | 0          |                 | 0               | 0               |                    | 0                  | 0                  |             | -           | -           | 1      | 0      |
| 2008-2009            | Coventry City        | FLC                  | 40         | 1          | FACup+CdL       | 5+2             | 1+0             | -                  | -                  | -                  | -           | -           | -           | 47     | 2      |
| 2009-2010            | Coventry City        | FLC                  | 40         | 1          | FACup+CdL       | 2+0             | 0               | -                  | -                  | -                  | -           | -           | -           | 42     | 1      |
| 2010-2011            | Coventry City        | FLC                  | 42         | 4          | FACup+CdL       | 2+0             | 0               | -                  | -                  | -                  | -           | -           | -           | 44     | 4      |
| Totale Coventry City | Totale Coventry City | Totale Coventry City | 122        | 6          |                 | 11              | 1               |                    | -                  | -                  |             | -           | -           | 133    | 7      |
| 2011-2012            | Cardiff City         | FLC                  | 42+2       | 5          | FACup+CdL       | 0+6             | 0               | -                  | -                  | -                  | -           | -           | -           | 50     | 5      |
| 2012-2013            | Cardiff City         | FLC                  | 45         | 8          | FACup+CdL       | 0+0             | 0               | -                  | -                  | -                  | -           | -           | -           | 45     | 8      |
| 2013-2014            | Cardiff City         | PL                   | 23         | 1          | FACup+CdL       | 2+0             | 0               | -                  | -                  | -                  | -           | -           | -           | 25     | 1      |
| 2014-2015            | Cardiff City         | FLC                  | 45         | 4          | FACup+CdL       | 1+2             | 0               | -                  | -                  | -                  | -           | -           | -           | 48     | 4      |
| 2015-2016            | Cardiff City         | FLC                  | 28         | 2          | FACup+CdL       | 0+1             | 0               | -                  | -                  | -                  | -           | -           | -           | 29     | 2      |
| 2016-2017            | Cardiff City         | FLC                  | 40         | 3          | FACup+CdL       | 0+1             | 0               | -                  | -                  | -                  | -           | -           | -           | 41     | 3      |
| 2017-2018            | Cardiff City         | FLC                  | 20         | 1          | FACup+CdL       | 0+0             | 0               | -                  | -                  | -                  | -           | -           | -           | 20     | 1      |
| 2018-2019            | Cardiff City         | PL                   | 28         | 1          | FACup+CdL       | 0+0             | 0               | -                  | -                  | -                  | -           | -           | -           | 28     | 1      |
| Totale Cardiff City  | Totale Cardiff City  | Totale Cardiff City  | 271+2      | 25         |                 | 13              | 0               |                    | -                  | -                  |             | -           | -           | 286    | 25     |
| 2019-2020            | Al-Arabi             | QSL                  | 17         | 2          | QPC             | 2               | 0               | -                  | -                  | -                  | -           | -           | -           | 19     | 2      |
| 2020-2021            | Al-Arabi             | QSL                  | 20         | 2          | QPC             | 2               | 0               | -                  | -                  | -                  | -           | -           | -           | 22     | 2      |
| 2021-2022            | Al-Arabi             | QSL                  | 21         | 2          | QPC             | 6               | 1               | -                  | -                  | -                  | -           | -           | -           | 27     | 3      |
| 2022-2023            | Al-Arabi             | QSL                  | 21         | 0          | QPC             | 2               | 0               | -                  | -                  | -                  | -           | -           | -           | 23     | 0      |
| Totale Al-Arabi      | Totale Al-Arabi      | Totale Al-Arabi      | 79         | 6          |                 | 12              | 1               |                    | -                  | -                  |             | -           | -           | 91     | 7      |
| Totale carriera      | Totale carriera      | Totale carriera      | 486        | 38         |                 | 48              | 2               |                    | -                  | -                  |             | -           | -           | 534    | 40     |

### Cronologia presenze e reti in nazionale
| Cronologia completa delle presenze e delle reti in nazionale ― Islanda | Cronologia completa delle presenze e delle reti in nazionale ― Islanda | Cronologia completa delle presenze e delle reti in nazionale ― Islanda | Cronologia completa delle presenze e delle reti in nazionale ― Islanda | Cronologia completa delle presenze e delle reti in nazionale ― Islanda | Cronologia completa delle presenze e delle reti in nazionale ― Islanda | Cronologia completa delle presenze e delle reti in nazionale ― Islanda | Cronologia completa delle presenze e delle reti in nazionale ― Islanda |
| Data                                                                   | Città                                                                  | In casa                                                                | Risultato                                                              | Ospiti                                                                 | Competizione                                                           | Reti                                                                   | Note                                                                   |
| ---------------------------------------------------------------------- | ---------------------------------------------------------------------- | ---------------------------------------------------------------------- | ---------------------------------------------------------------------- | ---------------------------------------------------------------------- | ---------------------------------------------------------------------- | ---------------------------------------------------------------------- | ---------------------------------------------------------------------- |
| 2-2-2008                                                               | Ta' Qali                                                               | Bielorussia                                                            | 2 – 0                                                                  | Islanda                                                                | Amichevole                                                             | -                                                                      | 82’                                                                    |
| 16-3-2008                                                              | Kópavogur                                                              | Islanda                                                                | 3 – 0                                                                  | Fær Øer                                                                | Amichevole                                                             | -                                                                      | 85’                                                                    |
| 26-3-2008                                                              | Zlaté Moravce                                                          | Slovacchia                                                             | 1 – 2                                                                  | Islanda                                                                | Amichevole                                                             | -                                                                      |                                                                        |
| 28-5-2008                                                              | Reykjavík                                                              | Islanda                                                                | 0 – 1                                                                  | Galles                                                                 | Amichevole                                                             | -                                                                      | 77’                                                                    |
| 6-9-2008                                                               | Oslo                                                                   | Norvegia                                                               | 2 – 2                                                                  | Islanda                                                                | Qual. Mondiali 2010                                                    | -                                                                      | 68’                                                                    |
| 10-9-2008                                                              | Reykjavík                                                              | Islanda                                                                | 1 – 2                                                                  | Scozia                                                                 | Qual. Mondiali 2010                                                    | -                                                                      | 63’                                                                    |
| 11-10-2008                                                             | Rotterdam                                                              | Paesi Bassi                                                            | 2 – 0                                                                  | Islanda                                                                | Qual. Mondiali 2010                                                    | -                                                                      | 73’                                                                    |
| 15-10-2008                                                             | Reykjavík                                                              | Islanda                                                                | 1 – 0                                                                  | Macedonia                                                              | Qual. Mondiali 2010                                                    | -                                                                      | 26’ 85’                                                                |
| 19-11-2008                                                             | Ta' Qali                                                               | Malta                                                                  | 0 – 1                                                                  | Islanda                                                                | Amichevole                                                             | -                                                                      | 68’                                                                    |
| 11-2-2009                                                              | Murcia                                                                 | Islanda                                                                | 2 – 0                                                                  | Liechtenstein                                                          | Amichevole                                                             | -                                                                      | 70’                                                                    |
| 1-4-2009                                                               | Glasgow                                                                | Scozia                                                                 | 2 – 1                                                                  | Islanda                                                                | Qual. Mondiali 2010                                                    | -                                                                      | 70’                                                                    |
| 6-6-2009                                                               | Reykjavík                                                              | Islanda                                                                | 1 – 2                                                                  | Paesi Bassi                                                            | Qual. Mondiali 2010                                                    | -                                                                      | 61’                                                                    |
| 12-8-2009                                                              | Reykjavík                                                              | Islanda                                                                | 1 – 1                                                                  | Slovacchia                                                             | Amichevole                                                             | -                                                                      | 49’                                                                    |
| 5-9-2009                                                               | Reykjavík                                                              | Islanda                                                                | 1 – 1                                                                  | Norvegia                                                               | Qual. Mondiali 2010                                                    | -                                                                      | 81’                                                                    |
| 13-10-2009                                                             | Reykjavík                                                              | Islanda                                                                | 1 – 0                                                                  | Sudafrica                                                              | Amichevole                                                             | -                                                                      |                                                                        |
| 14-11-2009                                                             | Lussemburgo                                                            | Lussemburgo                                                            | 1 – 1                                                                  | Islanda                                                                | Amichevole                                                             | -                                                                      | 70’                                                                    |
| 3-3-2010                                                               | Larnaca                                                                | Cipro                                                                  | 0 – 0                                                                  | Islanda                                                                | Amichevole                                                             | -                                                                      |                                                                        |
| 11-8-2010                                                              | Reykjavík                                                              | Islanda                                                                | 1 – 1                                                                  | Liechtenstein                                                          | Amichevole                                                             | -                                                                      | 65’                                                                    |
| 3-9-2010                                                               | Reykjavík                                                              | Islanda                                                                | 1 – 2                                                                  | Norvegia                                                               | Qual. Euro 2012                                                        | -                                                                      |                                                                        |
| 7-9-2010                                                               | Copenaghen                                                             | Danimarca                                                              | 1 – 0                                                                  | Islanda                                                                | Qual. Euro 2012                                                        | -                                                                      |                                                                        |
| 17-11-2010                                                             | Tel Aviv                                                               | Israele                                                                | 3 – 2                                                                  | Islanda                                                                | Amichevole                                                             | -                                                                      |                                                                        |
| 26-3-2011                                                              | Nicosia                                                                | Cipro                                                                  | 0 – 0                                                                  | Islanda                                                                | Qual. Euro 2012                                                        | -                                                                      |                                                                        |
| 4-6-2011                                                               | Reykjavík                                                              | Islanda                                                                | 0 – 2                                                                  | Danimarca                                                              | Qual. Euro 2012                                                        | -                                                                      |                                                                        |
| 10-8-2011                                                              | Budapest                                                               | Ungheria                                                               | 4 – 0                                                                  | Islanda                                                                | Amichevole                                                             | -                                                                      | 67’                                                                    |
| 7-10-2011                                                              | Porto                                                                  | Portogallo                                                             | 5 – 3                                                                  | Islanda                                                                | Qual. Euro 2012                                                        | -                                                                      |                                                                        |
| 29-2-2012                                                              | Podgorica                                                              | Montenegro                                                             | 2 – 0                                                                  | Islanda                                                                | Amichevole                                                             | -                                                                      | 66’                                                                    |
| 27-5-2012                                                              | Valenciennes                                                           | Francia                                                                | 3 – 2                                                                  | Islanda                                                                | Amichevole                                                             | -                                                                      | Cap.                                                                   |
| 30-5-2012                                                              | Göteborg                                                               | Svezia                                                                 | 3 – 2                                                                  | Islanda                                                                | Amichevole                                                             | -                                                                      | Cap. 53’                                                               |
| 15-8-2012                                                              | Reykjavík                                                              | Islanda                                                                | 2 – 0                                                                  | Fær Øer                                                                | Amichevole                                                             | -                                                                      | Cap. 46’                                                               |
| 7-9-2012                                                               | Reykjavík                                                              | Islanda                                                                | 2 – 0                                                                  | Norvegia                                                               | Qual. Mondiali 2014                                                    | -                                                                      | Cap. 29’                                                               |
| 11-9-2012                                                              | Larnaca                                                                | Cipro                                                                  | 1 – 0                                                                  | Islanda                                                                | Qual. Mondiali 2014                                                    | -                                                                      | Cap.                                                                   |
| 12-10-2012                                                             | Tirana                                                                 | Albania                                                                | 1 – 2                                                                  | Islanda                                                                | Qual. Mondiali 2014                                                    | -                                                                      | Cap. 56’                                                               |
| 14-11-2012                                                             | Andorra la Vella                                                       | Andorra                                                                | 0 – 2                                                                  | Islanda                                                                | Amichevole                                                             | -                                                                      | Cap. 46’                                                               |
| 22-3-2013                                                              | Lubiana                                                                | Slovenia                                                               | 1 – 2                                                                  | Islanda                                                                | Qual. Mondiali 2014                                                    | -                                                                      | Cap.                                                                   |
| 7-6-2013                                                               | Reykjavík                                                              | Islanda                                                                | 2 – 4                                                                  | Slovenia                                                               | Qual. Mondiali 2014                                                    | -                                                                      | Cap. 52’                                                               |
| 6-9-2013                                                               | Berna                                                                  | Svizzera                                                               | 4 – 4                                                                  | Islanda                                                                | Qual. Mondiali 2014                                                    | -                                                                      | Cap. 26’                                                               |
| 10-9-2013                                                              | Reykjavík                                                              | Islanda                                                                | 2 – 1                                                                  | Albania                                                                | Qual. Mondiali 2014                                                    | -                                                                      | Cap.                                                                   |
| 11-10-2013                                                             | Reykjavík                                                              | Islanda                                                                | 2 – 0                                                                  | Cipro                                                                  | Qual. Mondiali 2014                                                    | -                                                                      | Cap. 78’                                                               |
| 15-10-2013                                                             | Oslo                                                                   | Norvegia                                                               | 1 – 1                                                                  | Islanda                                                                | Qual. Mondiali 2014                                                    | -                                                                      | Cap.                                                                   |
| 15-11-2013                                                             | Reykjavík                                                              | Islanda                                                                | 0 – 0                                                                  | Croazia                                                                | Qual. Mondiali 2014                                                    | -                                                                      | Cap.                                                                   |
| 19-11-2013                                                             | Zagabria                                                               | Croazia                                                                | 2 – 0                                                                  | Islanda                                                                | Qual. Mondiali 2014                                                    | -                                                                      | Cap. 73’                                                               |
| 5-3-2014                                                               | Cardiff                                                                | Galles                                                                 | 3 – 1                                                                  | Islanda                                                                | Amichevole                                                             | -                                                                      | Cap.                                                                   |
| 30-5-2014                                                              | Innsbruck                                                              | Austria                                                                | 1 – 1                                                                  | Islanda                                                                | Amichevole                                                             | -                                                                      | Cap.                                                                   |
| 4-6-2014                                                               | Reykjavík                                                              | Islanda                                                                | 1 – 0                                                                  | Estonia                                                                | Amichevole                                                             | -                                                                      | Cap. 46’                                                               |
| 9-9-2014                                                               | Reykjavík                                                              | Islanda                                                                | 3 – 0                                                                  | Turchia                                                                | Qual. Euro 2016                                                        | -                                                                      | Cap.                                                                   |
| 10-10-2014                                                             | Riga                                                                   | Lettonia                                                               | 0 – 3                                                                  | Islanda                                                                | Qual. Euro 2016                                                        | 1                                                                      | Cap.                                                                   |
| 13-10-2014                                                             | Reykjavík                                                              | Islanda                                                                | 2 – 0                                                                  | Paesi Bassi                                                            | Qual. Euro 2016                                                        | -                                                                      | cap.                                                                   |
| 12-11-2014                                                             | Bruxelles                                                              | Belgio                                                                 | 3 – 1                                                                  | Islanda                                                                | Amichevole                                                             | -                                                                      | cap. 46’                                                               |
| 16-11-2014                                                             | Plzeň                                                                  | Rep. Ceca                                                              | 2 – 1                                                                  | Islanda                                                                | Qual. Euro 2016                                                        | -                                                                      | cap.                                                                   |
| 28-3-2015                                                              | Astana                                                                 | Kazakistan                                                             | 0 – 3                                                                  | Islanda                                                                | Qual. Euro 2016                                                        | -                                                                      | cap. 72’                                                               |
| 12-6-2015                                                              | Reykjavík                                                              | Islanda                                                                | 2 – 1                                                                  | Rep. Ceca                                                              | Qual. Euro 2016                                                        | 1                                                                      | cap.                                                                   |
| 3-9-2015                                                               | Amsterdam                                                              | Paesi Bassi                                                            | 0 – 1                                                                  | Islanda                                                                | Qual. Euro 2016                                                        | -                                                                      | cap. 86’                                                               |
| 6-9-2015                                                               | Reykjavík                                                              | Islanda                                                                | 0 – 0                                                                  | Kazakistan                                                             | Qual. Euro 2016                                                        | -                                                                      | cap. 80’, 89’                                                          |
| 13-10-2015                                                             | Konya                                                                  | Turchia                                                                | 1 – 0                                                                  | Islanda                                                                | Qual. Euro 2016                                                        | -                                                                      | cap.                                                                   |
| 13-11-2015                                                             | Varsavia                                                               | Polonia                                                                | 4 – 2                                                                  | Islanda                                                                | Amichevole                                                             | -                                                                      | cap. 46’                                                               |
| 24-3-2016                                                              | Herning                                                                | Danimarca                                                              | 2 – 1                                                                  | Islanda                                                                | Amichevole                                                             | -                                                                      | cap.                                                                   |
| 29-3-2016                                                              | Atene                                                                  | Grecia                                                                 | 2 – 3                                                                  | Islanda                                                                | Amichevole                                                             | -                                                                      | cap. 46’                                                               |
| 1-6-2016                                                               | Oslo                                                                   | Norvegia                                                               | 3 – 2                                                                  | Islanda                                                                | Amichevole                                                             | -                                                                      | cap. 82’                                                               |
| 6-6-2016                                                               | Reykjavík                                                              | Islanda                                                                | 4 – 0                                                                  | Liechtenstein                                                          | Amichevole                                                             | -                                                                      | cap.                                                                   |
| 14-6-2016                                                              | Saint-Étienne                                                          | Portogallo                                                             | 1 – 1                                                                  | Islanda                                                                | Euro 2016 - 1º turno                                                   | -                                                                      | cap.                                                                   |
| 18-6-2016                                                              | Marsiglia                                                              | Islanda                                                                | 1 – 1                                                                  | Ungheria                                                               | Euro 2016 - 1º turno                                                   | -                                                                      | cap. 66’                                                               |
| 22-6-2016                                                              | Saint-Denis                                                            | Islanda                                                                | 2 – 1                                                                  | Austria                                                                | Euro 2016 - 1º turno                                                   | -                                                                      | cap.                                                                   |
| 27-6-2016                                                              | Nizza                                                                  | Inghilterra                                                            | 1 – 2                                                                  | Islanda                                                                | Euro 2016 - Ottavi di finale                                           | -                                                                      | cap. 65’                                                               |
| 3-7-2016                                                               | Saint-Denis                                                            | Francia                                                                | 5 – 2                                                                  | Islanda                                                                | Euro 2016 - Quarti di finale                                           | -                                                                      | cap.                                                                   |
| 5-9-2016                                                               | Kiev                                                                   | Ucraina                                                                | 1 – 1                                                                  | Islanda                                                                | Qual. Mondiali 2018                                                    | -                                                                      | cap. 22’                                                               |
| 6-10-2016                                                              | Reykjavík                                                              | Islanda                                                                | 3 – 2                                                                  | Finlandia                                                              | Qual. Mondiali 2018                                                    | -                                                                      | cap. 90’                                                               |
| 12-11-2016                                                             | Zagabria                                                               | Croazia                                                                | 2 – 0                                                                  | Islanda                                                                | Qual. Mondiali 2018                                                    | -                                                                      | cap.                                                                   |
| 15-11-2016                                                             | Ta' Qali                                                               | Malta                                                                  | 0 – 2                                                                  | Islanda                                                                | Amichevole                                                             | -                                                                      | 69’                                                                    |
| 24-3-2017                                                              | Mitrovica                                                              | Kosovo                                                                 | 1 – 2                                                                  | Islanda                                                                | Qual. Mondiali 2018                                                    | -                                                                      | cap.                                                                   |
| 28-3-2017                                                              | Dublino                                                                | Irlanda                                                                | 0 – 1                                                                  | Islanda                                                                | Amichevole                                                             | -                                                                      | cap.                                                                   |
| 11-6-2017                                                              | Reykjavík                                                              | Islanda                                                                | 1 – 0                                                                  | Croazia                                                                | Qual. Mondiali 2018                                                    | -                                                                      | cap.                                                                   |
| 2-9-2017                                                               | Helsinki                                                               | Finlandia                                                              | 1 – 0                                                                  | Islanda                                                                | Qual. Mondiali 2018                                                    | -                                                                      | cap. 45’                                                               |
| 5-9-2017                                                               | Reykjavík                                                              | Islanda                                                                | 2 – 0                                                                  | Ucraina                                                                | Qual. Mondiali 2018                                                    | -                                                                      | cap.                                                                   |
| 6-10-2017                                                              | Konya                                                                  | Turchia                                                                | 0 – 3                                                                  | Islanda                                                                | Qual. Mondiali 2018                                                    | -                                                                      | cap. 66’                                                               |
| 9-10-2017                                                              | Reykjavík                                                              | Islanda                                                                | 2 – 0                                                                  | Kosovo                                                                 | Qual. Mondiali 2018                                                    | -                                                                      | cap. 78’                                                               |
| 14-11-2017                                                             | Doha                                                                   | Qatar                                                                  | 1 – 1                                                                  | Islanda                                                                | Amichevole                                                             | -                                                                      | 79’                                                                    |
| 24-3-2018                                                              | Santa Clara                                                            | Messico                                                                | 3 – 0                                                                  | Islanda                                                                | Amichevole                                                             | -                                                                      | cap. 46’                                                               |
| 16-6-2018                                                              | Mosca                                                                  | Argentina                                                              | 1 – 1                                                                  | Islanda                                                                | Mondiali 2018 - 1º turno                                               | -                                                                      | cap. 76’                                                               |
| 22-6-2018                                                              | Volgograd                                                              | Nigeria                                                                | 2 – 0                                                                  | Islanda                                                                | Mondiali 2018 - 1º turno                                               | -                                                                      | cap. 87’                                                               |
| 26-6-2018                                                              | Rostov                                                                 | Islanda                                                                | 1 – 2                                                                  | Croazia                                                                | Mondiali 2018 - 1º turno                                               | -                                                                      | cap.                                                                   |
| 15-11-2018                                                             | Bruxelles                                                              | Belgio                                                                 | 2 – 0                                                                  | Islanda                                                                | UEFA Nations League 2018-2019                                          | -                                                                      | cap.                                                                   |
| 22-3-2019                                                              | Andorra la Vella                                                       | Andorra                                                                | 0 – 2                                                                  | Islanda                                                                | Qual. Euro 2020                                                        | -                                                                      | cap. 63’                                                               |
| 25-3-2019                                                              | Saint-Denis                                                            | Francia                                                                | 4 – 0                                                                  | Islanda                                                                | Qual. Euro 2020                                                        | -                                                                      | cap.                                                                   |
| 8-6-2019                                                               | Reykjavík                                                              | Islanda                                                                | 1 – 0                                                                  | Albania                                                                | Qual. Euro 2020                                                        | -                                                                      | cap.                                                                   |
| 11-6-2019                                                              | Reykjavík                                                              | Islanda                                                                | 2 – 1                                                                  | Turchia                                                                | Qual. Euro 2020                                                        | -                                                                      | cap.                                                                   |
| 7-9-2019                                                               | Reykjavík                                                              | Islanda                                                                | 3 – 0                                                                  | Moldavia                                                               | Qual. Euro 2020                                                        | -                                                                      | cap.                                                                   |
| 10-9-2019                                                              | Elbasan                                                                | Albania                                                                | 4 – 2                                                                  | Islanda                                                                | Qual. Euro 2020                                                        | -                                                                      | cap.                                                                   |
| 8-10-2020                                                              | Reykjavík                                                              | Islanda                                                                | 2 – 1                                                                  | Romania                                                                | Qual. Euro 2020                                                        | -                                                                      | cap.                                                                   |
| 11-10-2020                                                             | Reykjavík                                                              | Islanda                                                                | 0 – 3                                                                  | Danimarca                                                              | UEFA Nations League 2020-2021 - 1º turno                               | -                                                                      | cap. 46’                                                               |
| 12-11-2020                                                             | Budapest                                                               | Ungheria                                                               | 2 – 1                                                                  | Islanda                                                                | Qual. Euro 2020                                                        | -                                                                      | cap. 83’                                                               |
| 15-11-2020                                                             | Copenaghen                                                             | Danimarca                                                              | 2 – 1                                                                  | Islanda                                                                | UEFA Nations League 2020-2021 - 1º turno                               | -                                                                      | 70’                                                                    |
| 25-3-2021                                                              | Duisburg                                                               | Germania                                                               | 3 – 0                                                                  | Islanda                                                                | Qual. Mondiali 2022                                                    | -                                                                      | cap.                                                                   |
| 28-3-2021                                                              | Erevan                                                                 | Armenia                                                                | 2 – 0                                                                  | Islanda                                                                | Qual. Mondiali 2022                                                    | -                                                                      | cap.                                                                   |
| 31-3-2021                                                              | Vaduz                                                                  | Liechtenstein                                                          | 1 – 4                                                                  | Islanda                                                                | Qual. Mondiali 2022                                                    | -                                                                      | cap. 46’                                                               |
| 29-5-2021                                                              | Arlington                                                              | Messico                                                                | 2 – 1                                                                  | Islanda                                                                | Amichevole                                                             | -                                                                      | cap. 60’                                                               |
| 4-6-2021                                                               | Tórshavn                                                               | Fær Øer                                                                | 0 – 1                                                                  | Islanda                                                                | Amichevole                                                             | -                                                                      | cap. 78’                                                               |
| 8-6-2021                                                               | Poznań                                                                 | Polonia                                                                | 2 – 2                                                                  | Islanda                                                                | Amichevole                                                             | -                                                                      | cap. 87’                                                               |
| 22-9-2022                                                              | Maria Enzersdorf                                                       | Venezuela                                                              | 0 – 1                                                                  | Islanda                                                                | Amichevole                                                             | -                                                                      | cap.                                                                   |
| 27-9-2022                                                              | Tirana                                                                 | Albania                                                                | 1 – 1                                                                  | Islanda                                                                | UEFA Nations League 2022-2023 - 1º turno                               | -                                                                      | cap. 11’                                                               |
| 6-11-2022                                                              | Abu Dhabi                                                              | Arabia Saudita                                                         | 1 – 0                                                                  | Islanda                                                                | Amichevole                                                             | -                                                                      | cap. 84’                                                               |
| 26-3-2023                                                              | Vaduz                                                                  | Liechtenstein                                                          | 0 – 7                                                                  | Islanda                                                                | Qual. Euro 2024                                                        | 3                                                                      | cap. 74’                                                               |
| 16-10-2023                                                             | Reykjavík                                                              | Islanda                                                                | 4 – 0                                                                  | Liechtenstein                                                          | Qual. Euro 2024                                                        | -                                                                      | 80’                                                                    |
| 16-11-2023                                                             | Bratislava                                                             | Slovacchia                                                             | 4 – 2                                                                  | Islanda                                                                | Qual. Euro 2024                                                        | -                                                                      | 62’                                                                    |
| 16-11-2024                                                             | Nikšić                                                                 | Montenegro                                                             | 0 – 2                                                                  | Islanda                                                                | UEFA Nations League 2024-2025 - 1º turno                               | -                                                                      | cap. 19’                                                               |
| 20-3-2025                                                              | Pristina                                                               | Kosovo                                                                 | 2 – 1                                                                  | Islanda                                                                | UEFA Nations League 2024-2025 - Play-off                               | -                                                                      | 44’                                                                    |
| 23-3-2025                                                              | Murcia                                                                 | Islanda                                                                | 1 – 3                                                                  | Kosovo                                                                 | UEFA Nations League 2024-2025 - Play-off                               | -                                                                      | 46’ 48’, 69’                                                           |
| 6-6-2025                                                               | Glasgow                                                                | Scozia                                                                 | 1 – 3                                                                  | Islanda                                                                | Amichevole                                                             | -                                                                      | 77’                                                                    |
| Totale                                                                 |                                                                        | Presenze (2º posto)                                                    | 107                                                                    |                                                                        | Reti                                                                   | 5                                                                      |                                                                        |

## Palmarès

### Club

#### Competizioni nazionali
- Football League Championship: 1

Cardiff City: 2012-2013
- Coppa dell'Emiro del Qatar: 1

Al Arabi: 2023